# Guvernoratul Cairo
Guvernoratul Cairo (în arabă: القاهرة) este o unitate administrativă de gradul I, situată  în  partea de nord a Egiptului. Reședința sa este orașul Cairo.